# 末廣町停留場 (北海道)
末廣町停留場（日语：／ Suehirochō teiryūjō */?）是位於北海道函館市末廣町，屬於函館市交通局（函館市電車）本線的鐵路車站。

## 歷史
- 1913年（大正2年）10月30日 - 基坂下站開始營業。
- 1943年（昭和18年）10月29日 - 改稱為末廣町站。

## 車站構造
- 末廣町站擁有2個月台（側式月台）、2條電車路線（相反方向）。
- 大町附近設有渡線，為車站的首班電車、尾班電車、臨時電車及出租電車作轉向之用。

## 車站周邊
- 北海道道457號函館漁港線
- 北島三郎紀念館
- 北方民族資料館
- 函館市函館博物館、鄉土資料館
- 函館市文學館
- 舊英國領事館
- 元町公園
- 舊函館區公會堂
- 函館東正教教堂
- 基坂
- 八幡坂
- 二十間坂
- 海上自衛隊函館基地隊
- 北海道函館西高等學校
- 俄羅斯極東國立綜合大學函館校
- 函館巴士「公會堂前」、「北島三郎紀念館」站

## 相鄰停留場
函館市交通局（函館市電）
本線
十字街（DY20）－末廣町（D21）－大町（D22）

## 外部連結
- 車站情報 - 末廣町（日文）